# جون ريتر
جون ريتر (بالإنجليزية: John Ritter)‏ هو ممثل أمريكي، ولد في 17 سبتمبر 1948 ببربانك في الولايات المتحدة، وتوفي بنفس المكان في 11 سبتمبر 2003 بسبب تسلخ الأبهر. بدأ مشواره المهني سنة 1971، ومن الجوائز التي نالها جائزة الغولدن غلوب وجائزة إيمي وجائزة المسرح العالمي سنة 2001.

## أعمال

### أفلام
- (1998) عروس تشاكي
- (2003) سانتا الشرير[8]

### مسلسلات
- 8 قواعد بسيطة
- آلي مكبيل
- ثريز كومباني
- ذا والتونز
- سكرابز

## جوائز
- جائزة الغولدن غلوب
- جائزة إيمي
- جائزة المسرح العالمي (2001)

## وصلات خارجية
- جون ريتر على موقع IMDb (الإنجليزية)
- جون ريتر على موقع الموسوعة البريطانية (الإنجليزية)
- جون ريتر على موقع روتن توميتوز (الإنجليزية)
- جون ريتر على موقع ألو سيني (الفرنسية)
- جون ريتر على موقع ميوزك برينز (الإنجليزية)
- جون ريتر على موقع تيرنر كلاسيك موفيز (الإنجليزية)
- جون ريتر على موقع أول موفي (الإنجليزية)
- جون ريتر على موقع قاعدة بيانات برودواي على الإنترنت (الإنجليزية)
- جون ريتر على موقع قاعدة بيانات الأفلام السويدية (السويدية)
- جون ريتر على موقع إن إن دي بي (الإنجليزية)